# Вилрајт (Кентаки)
Вилрајт (енгл. Wheelwright) град је у америчкој савезној држави Кентаки.

## Демографија
По попису из 2010. године број становника је 780, што је 262 (-25,1%) становника мање него 2000. године.
| Група             | 2000.       | 2010.       |
| Белци             | 656 (63,0%) | 680 (87,2%) |
| Афроамериканци    | 362 (34,7%) | 99 (12,7%)  |
| Азијати           | 1 (0,1%)    | 0 (0,0%)    |
| Хиспаноамериканци | 18 (1,7%)   | 1 (0,1%)    |
| Укупно            | 1.042       | 780         |